# Das Literarische Quartett
Ne doit pas être confondu avec Das Philosophische Quartett.

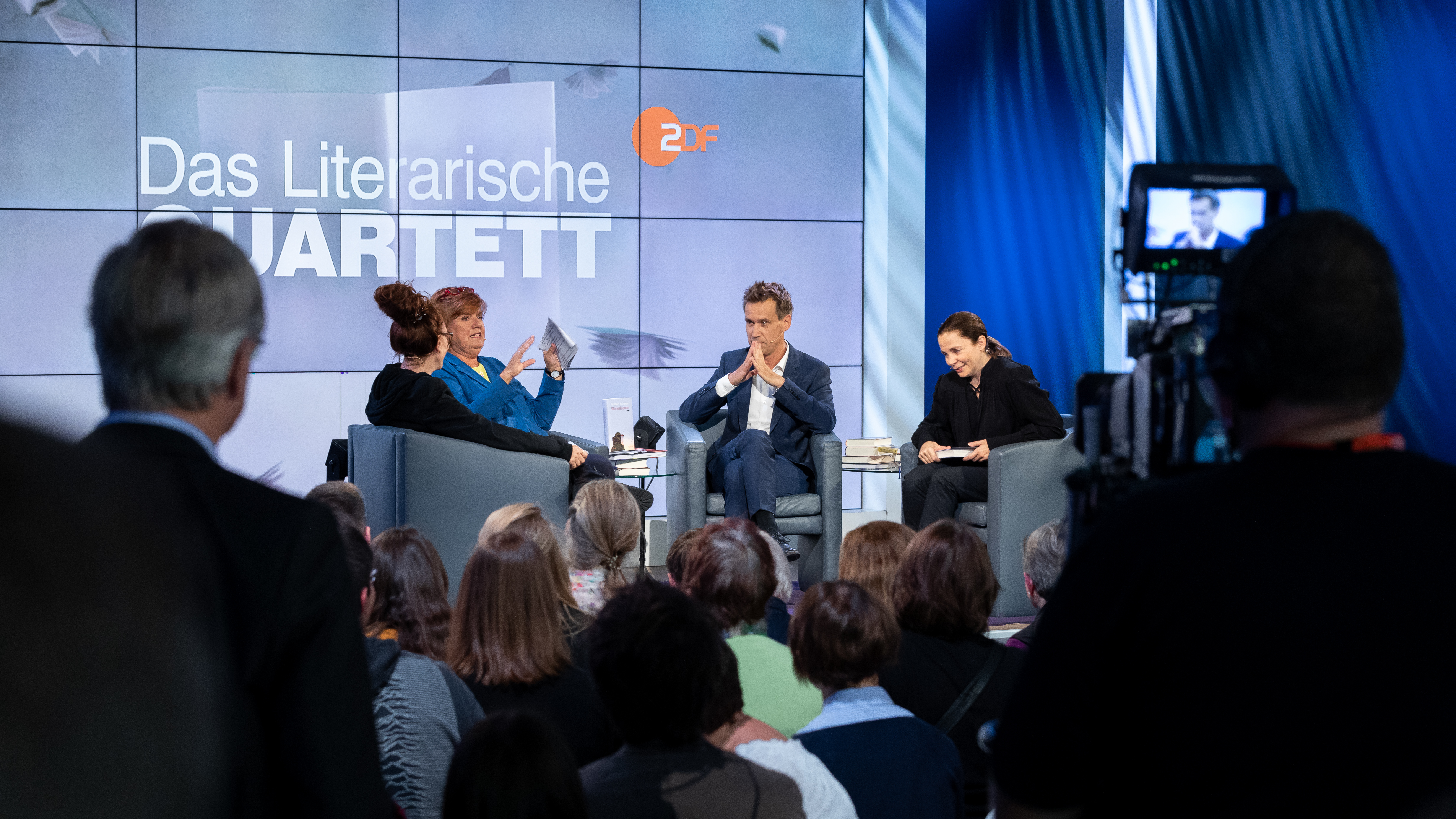
Das Literarische Quartett à la Foire du Livre de Francfort 2019

Das Literarische Quartett est une émission de télévision littéraire allemande diffusée de 1988 à 2001 sur ZDF, la deuxième chaîne de télévision généraliste publique allemande. Créée par Johannes Willms, elle est diffusée pour la première fois le 25 mars 1988, dans le cadre du magazine culturel Aspekte.
L'émission est animée par quatre critiques littéraires. À l'origine et durant les six premières éditions de l'émission, les quatre critiques sont Marcel Reich-Ranicki, Hellmuth Karasek, Sigrid Löffler et Jürgen Busche. Après six épisodes, Jürgen Busche est remplacé par la journaliste suisse Klara Obermüller (de).
Depuis le 2 octobre 2015, le programme se poursuit avec Volker Weidermann, Christine Westermann, Maxim Biller (jusqu'en décembre 2016) et Thea Dorn (depuis mars 2017) ainsi qu'avec un nouveau critique invité. 